# Fridibaldo
Fridibaldo,  también conocido como Fredebaldo o como Fredbal, fue el rey de los vándalos silingos de la Bética entre los años 411 y 417.  En el año 411 durante la repartición de Hispania, le fue concedida a los vándalos silingos dirigidos por Fridibaldo la provincia más fértil, que era la Bética. Las fuerzas del rey visigodo Walia vencieron a las suyas en el 417; Fridibaldo fue hecho prisionero y enviado a la corte del emperador Flavio Honorio en Rávena, perdiéndose a partir de entonces su rastro en la historia, desconociéndose la fecha exacta de su fallecimiento y si tuvo descendencia. De esta forma Walia cumplió el pacto que había realizado con el emperador Flavio Honorio de expulsar de la península ibérica a los pueblos bárbaros que habían penetrado en el año 409.

## Bética

La provincia Bética fue romana hasta que en el año 411, tras un acuerdo pactado con Honorio, los suevos, vándalos y alanos se establecieron en la península ibérica. Los vándalos silingos dirigidos por Fridibaldo se asentaron en esta provincia, pero es difícil precisar las zonas de Andalucía en que se ubicaron debido a su nomadismo y el corto periodo en que permanecieron en el territorio. No existen hallazgos arqueológicos que puedan precisar con más exactitud este periodo.